# Vallespir
Cet article possède un paronyme, voir Vallespi.

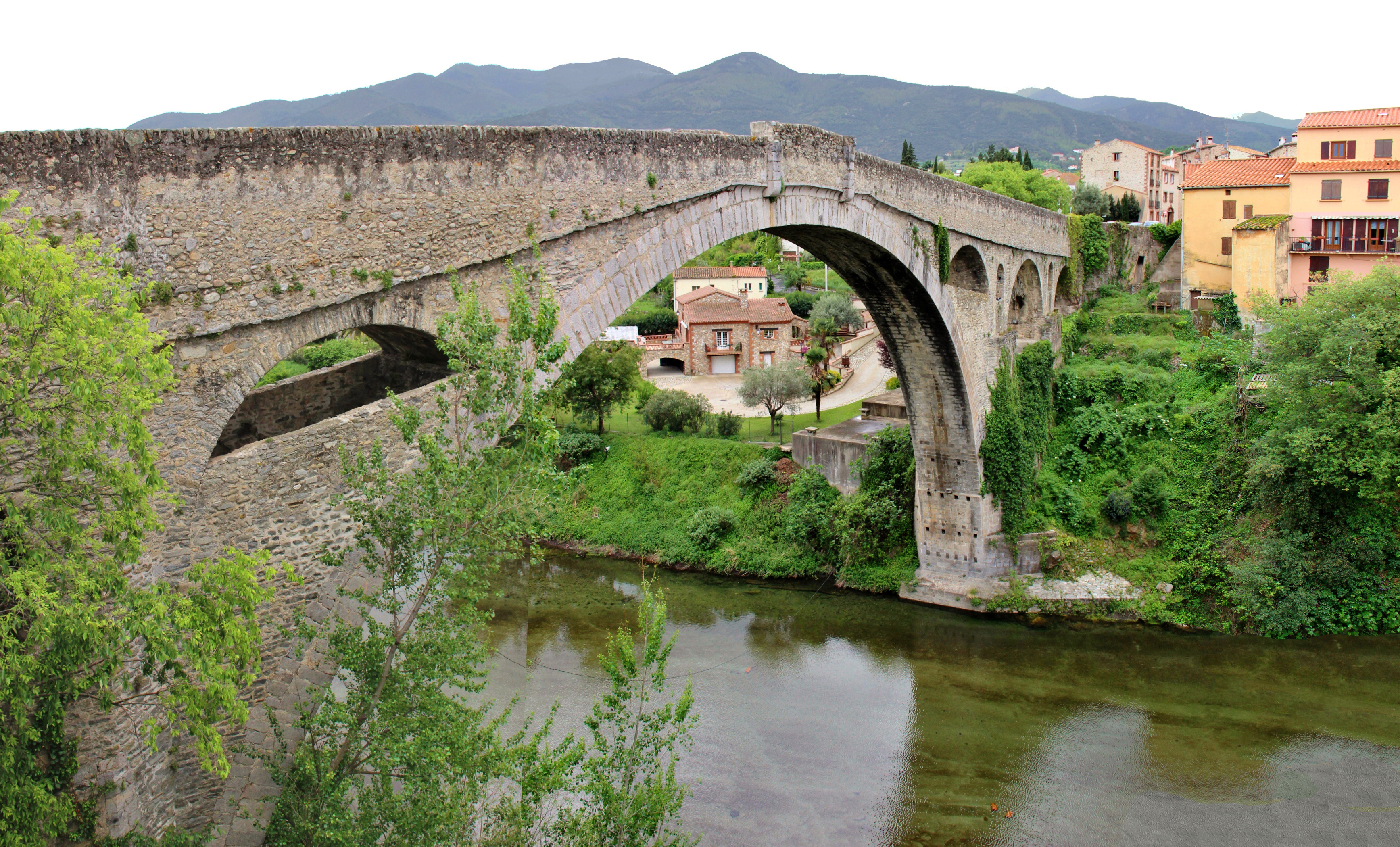
Le pont du Diable à Céret.

Le Vallespir (prononcé [valɛspiʁ] ; en catalan : Vallespir) est une comarque et région naturelle des Pyrénées-Orientales. Ancienne vicomté (englobée au Moyen Âge dans la vicomté de Castelnou), rattachée à la France par le traité des Pyrénées (1659), il correspond approximativement à la vallée du Tech, de sa source jusqu'à Céret.
L'axe majeur du Vallespir est la RD 115 (ancienne RN 115), qui relie Le Boulou au col d'Ares en empruntant la vallée du Tech sur la majorité de son parcours.

## Toponymie

### Formes du nom
Le nom Vallespir apparaît pour la première fois en 814 sous la forme  Vallis Asperi puis est présent du IXe siècle jusqu'au XIe siècle sous les formes Valle Asperi ou Valle Asperii. On rencontre également Vallis Asperia (869) et une forme erronée, Valle Aspiranoe (832). Rien n'attestant l'existence d'un ancien pagus romain portant ce nom, on peut donc penser que Céret faisait partie du pagus Ceretani et non d'un hypothétique pagus Vallis Asperi.
On rencontre aussi la forme Val de Spir au XVIIIe siècle (1706) ou au XIXe siècle (1811). On trouve aussi Val Spir ou Val Spire encore au XIXe siècle (1862).

### Étymologie
Valle est employé à l'époque romane à la fois pour désigner une vallée mais aussi un grand domaine féodal, à l'instar de Valle Cerdania (Cerdagne) ou Valle Confluentis (Conflent).
Espir pourrait venir du nom de personne Asperius, d'où Valle Asperius puis Vallasperiu. Plusieurs raisons toponymiques et phonétiques semblent infirmer cette hypothèse (par ailleurs, la forme attendue aurait été Vallespera). Il est plus probable qu'espir vient de l'adjectif asper (âpre en français et aspra en catalan), qu'on retrouve dans le nom de la région naturelle des Aspres, contigüe au Vallespir et sans doute même partie intégrante, à l'origine, de la vicomté éponyme. On peut dès lors supposer que le terme Vallespir n'a désigné à date ancienne que la moyenne vallée du Tech (au niveau de Céret et près des Aspres) et non le haut Vallespir, beaucoup plus humide et verdoyant.
Dans un de ses articles, Henri Guiter, sans en donner davantage d’explication, relie ce toponyme au terme basque « azpe » avec la signification de « sous la roche » dont a du mal à bien comprendre le rapport géographique ou de localisation pour désigner l’aire géographique, puisqu’il traduit l’inscription maintes fois documentée (en 814, 833, 876, 925, et autres) « in ualle Asperis » par « dans la vallée du pays sous la roche ».

## Géographie

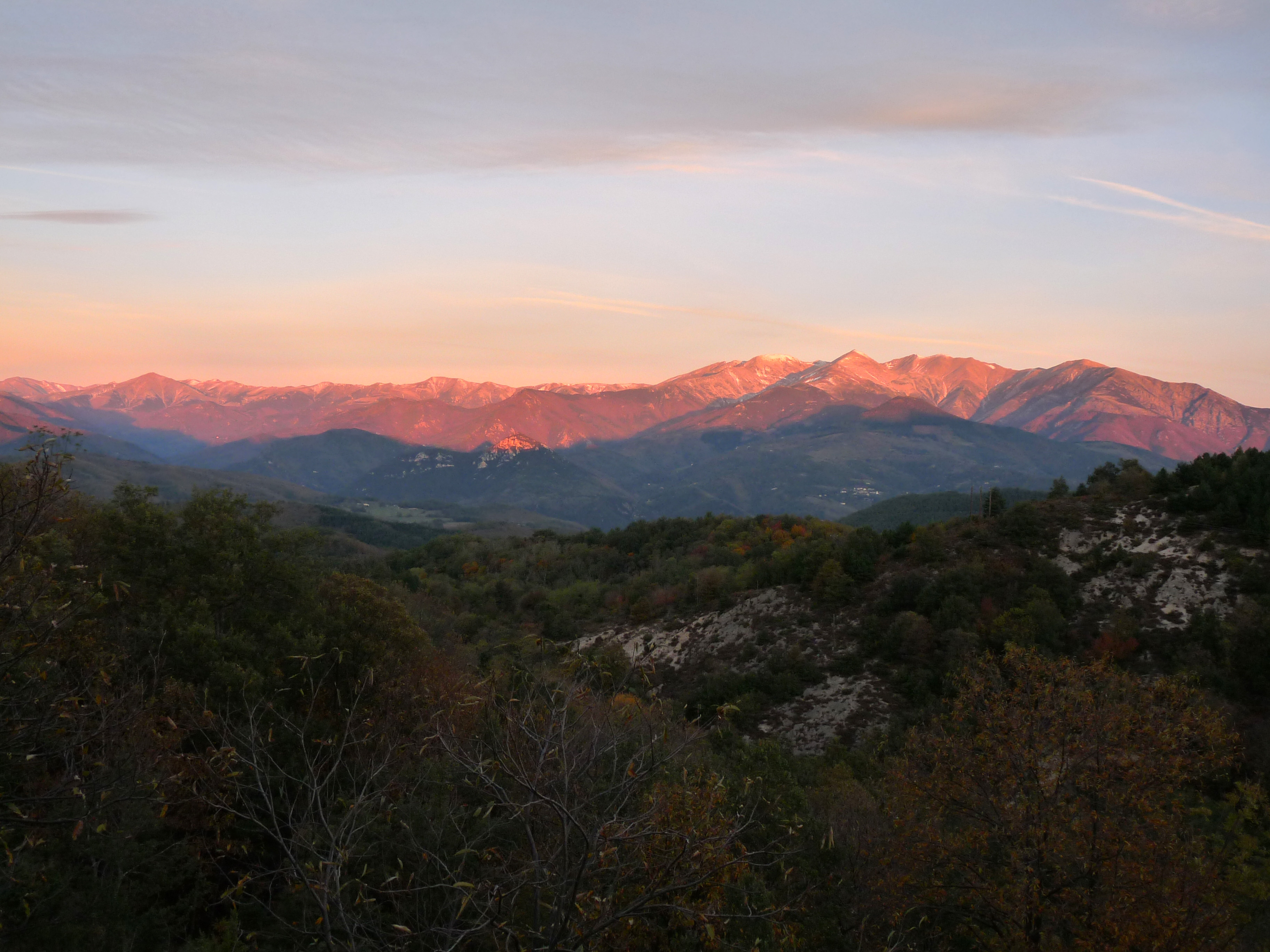
Le Haut-Vallespir avec le massif du Canigou, non loin du mont Capell.

Au sud du massif du Canigou, cette comarque frontalière s'ordonne autour de la vallée du Tech qui relie les hauts sommets pyrénéens à la plaine du Roussillon. Son relief karstique est notamment entaillé par les gorges de la Fou. Le Vallespir est la vallée la plus méridionale de la France continentale et compte parmi ses communes Lamanère la commune la plus au sud de la France continentale.

## Histoire
Région à la forte économie jusqu'au début du XXe siècle, le Haut Vallespir le devait essentiellement à ses nombreuses mines de fer qui faisaient vivre la population. Les forges étaient légion depuis l'époque romaine.
C'est en Vallespir que prend naissance, en 1667, la révolte des Angelets.

## Culture locale et patrimoine

### Culture populaire

#### manifestation culturelle
- Les Angelets del Vallespir sont une colla castellera du Vallespir.
- Les fêtes de l'ours sont un événement très attendu en Haut-Vallespir chaque année au mois de février.

#### Cinéma
Le long métrage Teddy de Zoran Boukherma et Ludovic Boukherma, sorti en 2020 a été entièrement tourné en Vallespir.

#### Série télévisée
La série télévisée Rivière-Perdue sortie en 2024 a été tournée dans son intégralité en Vallespir, notamment dans les communes d'Arles-sur-Tech et d'Amélie-les-Bains-Palalda.